# Lycaste mathiasiae
Lycaste mathiasiae là một loài thực vật có hoa trong họ Lan. Loài này được G.C. Kenn. mô tả khoa học đầu tiên năm 1978.